# 216897 Golubev
216897 Golubev è un asteroide della fascia principale. Scoperto nel 2009, presenta un'orbita caratterizzata da un semiasse maggiore pari a 3,0968928 UA e da un'eccentricità di 0,0408762, inclinata di 11,45898° rispetto all'eclittica.
Dal 4 ottobre al 2 dicembre 2009, quando 228165 Mezentsev ricevette la denominazione ufficiale, è stato l'asteroide denominato con il più alto numero ordinale. Prima della sua denominazione, il primato era di 216439 Lyubertsy.
L'asteroide è dedicato all'astronomo bielorusso Vladimir Aleksandrovič Golubev.